# Roberto Ramsay
Roberto Ramsay fue un marino nacido en Escocia en 1773 que al mando de la goleta británica HMS Mistletoe en el Río de la Plata tuvo participación en los sucesos de la Revolución de Mayo y en el levantamiento del consiguiente bloqueo del puerto de Buenos Aires. Posteriormente combatió en la guerra anglo-estadounidense de 1812 y prestó importante consejo al gobierno de la República Argentina en la guerra del Brasil.

## Biografía
Ramsay entró al servicio naval de su país el 8 de enero de 1799 con el grado de teniente. 
En 1808 recibió en Bermudas el mando de la flamante corbeta HMS Mistletoe y fue asignado a la estación naval de Río de Janeiro, donde arribó en junio de ese año.

### Estación Río de la Plata
En mayo de 1809 temiendo que una flota francesa se dirigiera al Río de la Plata, gobernado por Santiago de Liniers (cuya lealtad era puesta en duda por su origen francés), la Mistletoe fue destinada con otros cinco buques a una escuadrilla de vigilancia que operaría en el área. La encabezaba el buque de guerra HMS Agamemnon, de 52 cañones, buque favorito de Nelson. El 16 de junio al arribar a la bahía de Maldonado y procurar guarecerse tras la isla Gorriti la Agamemnon encalló, sufrió averías y debió ser abandonada, siendo la tripulación auxiliada por la Mistletoe.

### Revolución de Mayo
En mayo de 1810 fue enviada a Buenos Aires mientras que el bergantín HMS Nancy, al mando del capitán Francis J.Kilwich, se dirigía a Montevideo. Llevaban noticias originadas en Cádiz y fechadas el 4 de febrero de que los franceses ocupaban ya Andalucía y se había disuelto la Junta de Sevilla, el cuerpo de gobierno que había nombrado al virrey y último bastión de la resistencia española contra Francia. 
El lunes 14 de mayo de 1810 la Mistletoe arribó a Buenos Aires. El Virrey Baltasar Hidalgo de Cisneros intentó inútilmente demorar la difusión de las novedades, las que al conocerse aceleraron el movimiento revolucionario. 

El 18 de mayo Cisneros informó a los comerciantes ingleses que debían abandonar la ciudad antes del día 26. El Mistletoe y el Nancy,  reforzados con la corbeta Mutine, al mando del capitán Charles M.Fabian,  y el Pitt, al mando del teniente Thomas P.Perkins, permanecieron expectantes frente al puerto de Buenos Aires. El 25 de mayo, conocida la noticia de la conformación de la Primera Junta saludaron los acontecimientos con salvas de homenaje. El 28 el Pitt zarpó a Río con las noticias de la insurrección y el 3 de junio la Mutine puso rumbo a Gran Bretaña con igual objeto. Ramsay quedó entonces a cargo de la estación del Plata por su mayor antigüedad hasta que el 13 de junio arribó al puerto la fragata HMS Porcupine al mando del comodoro Robert Elliot.
La posición de Ramsay fue desde los comienzos claramente favorable al movimiento. Afín al pensamiento de sus promotores, frecuentaba a varios de ellos. Juan Larrea, Mariano Moreno, Hipólito Vieytes, Juan José Paso y Juan José Castelli  se habían convertido en amigos personales, y era bien recibido en la sociedad bonaerense.
No obstante la posición de su superior, el comodoro Robert Elliot, capitán de la HMS Porcupine, era radicalmente opuesta. Favorable a las autoridades españolas encerradas en las murallas de Montevideo, aceptó el bloqueo dispuesto por Elío.

### Bloqueo de Buenos Aires
El 13 de agosto de 1810 se rompieron oficialmente las relaciones entre la Junta y el gobierno de Montevideo, con acusaciones cruzadas de deslealtad e independencia. Ambos gobiernos declararon el bloqueo del puerto adversario, aunque sólo los realistas contaban con una flota capaz de garantizarlo. 
El bloqueo de Buenos Aires fue declarado efectivo a partir del día 3 de septiembre. Ante las novedades, el 9 de ese mes, un grupo de 60 comerciantes ingleses se reunió bajo la coordinación de Alexander Mackinnon. La mayoría, encabezados por dos comerciantes de apellido Dowling y MacKinlay, se mostró favorable a no reclamar contra el bloqueo, sea por connivencia con las autoridades de Montevideo o por prudencia. La minoría, entre ellos el mismo MacKinnon, deseaban insistir a Elliot para que no apoyara la acción realista, y de no tener su acuerdo, como de hecho sucedía, apelar al encargado de los asuntos británicos en Río, Lord Strangford.
En septiembre la Mistletoe partió a Río de Janeiro, transportando a la representación mayoritaria de los miembros de la comunidad británica y a Mackinnon como vocero de la minoría. Presentado el asunto a Strangford, Ramsay abogó por la posición de aquel, coincidente por otra parte con la del mismo embajador en consideración a privilegiar los intereses comerciales británicos.
Ramsay regresó el 10 de octubre con pliegos para el capitán Elliot emanados del vicealmirante Miguel de Courcy, jefe de la estación naval del Brasil y los mares de sur, en los cuales desaprobaba su proceder y le ordenaba dirigirse a Maldonado, lo que hizo efectivo el 15 de octubre. De esta manera, Ramsay quedó al mando de la flotilla en el Plata hasta tanto llegara el mismo de Courcy. 
Al día siguiente, dos bergantines ingleses fueron detenidos por la flota bloqueadora realista al mando del capitán José Primo de Rivera y Ortiz de Pinedo. Ramsay marchó con la pequeña Mistletoe al encuentro de la nave capitana realista, la Fragata Mercurio, de 32 cañones. 
Ramsay fondeó al costado y a corta distancia de la fragata y envió a su primer oficial con un mensaje en el cual protestaba enérgicamente por el bloqueo, negaba al gobierno de Montevideo el derecho de cerrar el tráfico del Río de la Plata a los barcos de bandera británica y le daba el plazo de una hora para devolver los buques, cumplido el cual procedería a disparar sus cañones de borda contra la Mercurio.
Primo de Rivera rio ante la amenaza y respondió que con sólo uno de sus cañones le bastaba para hacer volar al capitán y al pequeño buque inglés. Ramsay respondió a su vez que era muy consciente de eso pero que no cambiaría su orden, que en una hora la Mistletoe sería ciertamente hundida pero el Mercurio sería atacado.
El capitán español temiendo las consecuencias de hundir un navío de Gran Bretaña, optó entonces por liberar los buques y Ramsay regresó a Buenos Aires, donde se lo recibió como a un héroe.

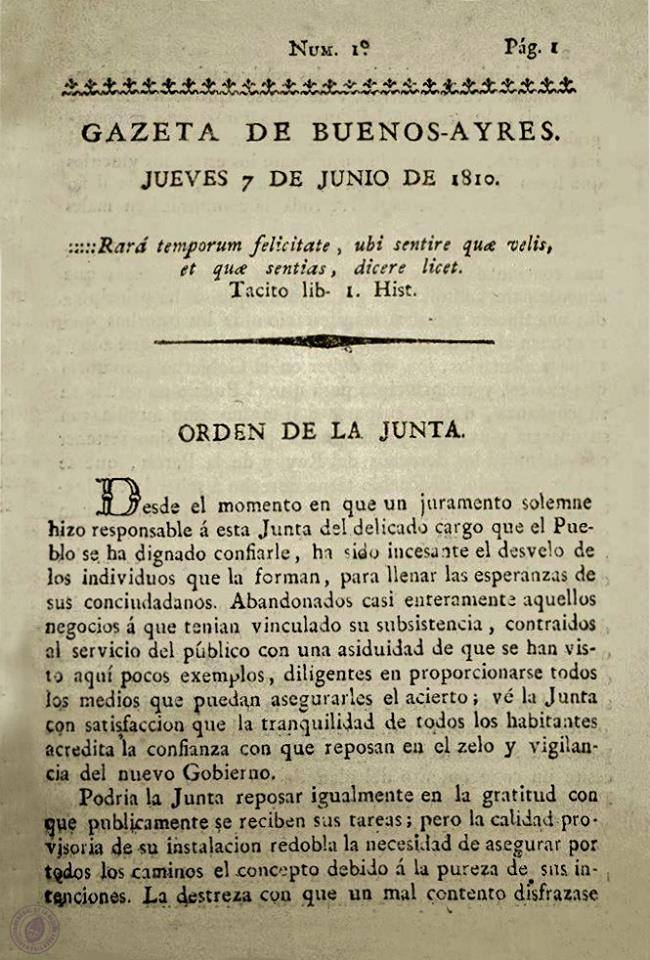
La Gazeta de Buenos Aires

El Secretario de la Junta Mariano Moreno escribió el 13 de noviembre en la Gaceta de Buenos Aires una nota alabando el valor y gallardía de Ramsay: 

"La gratitud pública, da un lugar muy distinguido en estas
ocurrencias al capitán Ramsay de la goleta Mistletoe. Este bravo oficial ha sostenido el decoro de su pabellón con una energía que lo constituye digno modelo de todos los oficiales de honor para la defensa y conservación del decoro de sus respectivas naciones. Apenas llegó a este río de retorno del Brasil -cuando en virtud de haber tomado el mando de los buques ingleses por la ausencia del capitán Elliot, intimó al comandante del bloqueo su cesación; el almirante que venía a concluir este negocio, no podía tardar; pero el capitán Ramsay no podía sufrlr dilaciones, ni tolerar un momento el desdoro que su pabellón había sufrido y la, gran escuadra bloqueadora cedió a la heroica intimación del capitán de un buque que necesita anteojo para ser descubierto entre las aguas. Nada se presenta más respetable ,en el mundo, que un oficial militar, que poseído de los verdaderos principios de su carrera, considera en su brillo y condecoraciones, otros tantos estímulos para empeñarse en el servicio y honor de su país; que no considera en la espada que carga, sino una arma, para defender la fortuna y la vida de sus conciudadanos, y que respeta a éstos como individuos de la sociedad que lo mantiene y decora."
Carranza, obra citada, página 38

La mención a "un buque que necesita anteojo para ser descubierto entre las aguas" que no solo era exacta sino que pretendía resaltar el valor de la acción, ofendió a Ramsay. En efecto, el teniente que era de muy pequeña estatura lo tomó como un grave insulto y pese a la cálida recepción y a la amistad que mantuvo incluso con Moreno nunca les perdonó lo que consideró una forma despectiva de hablar de un buque de guerra británico.
A principios de noviembre arribó a Montevideo el vicealmirante Miguel de Courcy a bordo del HMS Foudroyant, de 80 cañones. Ramsay se ofreció a transportar a una embajada de la Junta, para lo que fue designado el coronel Juan Florencio Terrada de Fretes, jefe del Batallón de Granaderos de Fernando VII y funcionario de la Secretaría de Guerra, a cargo de Moreno.

### Regreso a Gran Bretaña
Al finalizar el año Ramsay recibió órdenes de regresar a Gran Bretaña. La Junta lamentando el retiro de aquel a quien había llamado en documentos oficiales "jefe de prudencia, honradez y crédito" resolvió honrarlo nombrándolo ciudadano por oficio del Cabildo de Buenos Aires del 10 de enero de 1811
El 12 de enero, a bordo ya de la Mistletoe, Ramsay agradeció el gesto escribiendo que: 

en cualquiera parte del mundo adonde lo llevasen los deberes de su carrera, recordaría la bondadosa hospitalidad franqueada a sus compatriotas en Buenos Aires, sin que se borrase jamás de su mente dicha ciudad y sus dignos moradores por cuyo bienestar hacía los votos más sinceros."

Próximo a partir ofreció transportar a Río de Janeiro a Mariano Moreno, que había sido designado por el nuevo gobierno para una misión diplomática en esa ciudad y posteriormente en Londres. Dado que este ya había organizado su viaje con Vicente de la Lastra, consignatario de la fragata mercante inglesa Fama, al mando del capitán George Thomas Heverson, solo aceptó ser trasladado a la Ensenada de Barragán donde se encontraba fondeada aquella. El 14 de enero la Mistletoe zarpó de Buenos Aires, el 15 transbordó a Moreno al Fama y el 17 partió escoltando al mercante y a otras tres fragatas unos quinientos kilómetros, donde después de insistir a Moreno una vez más en su ofrecimiento, siguió a toda vela hacia Río.

### Guerra con Estados Unidos

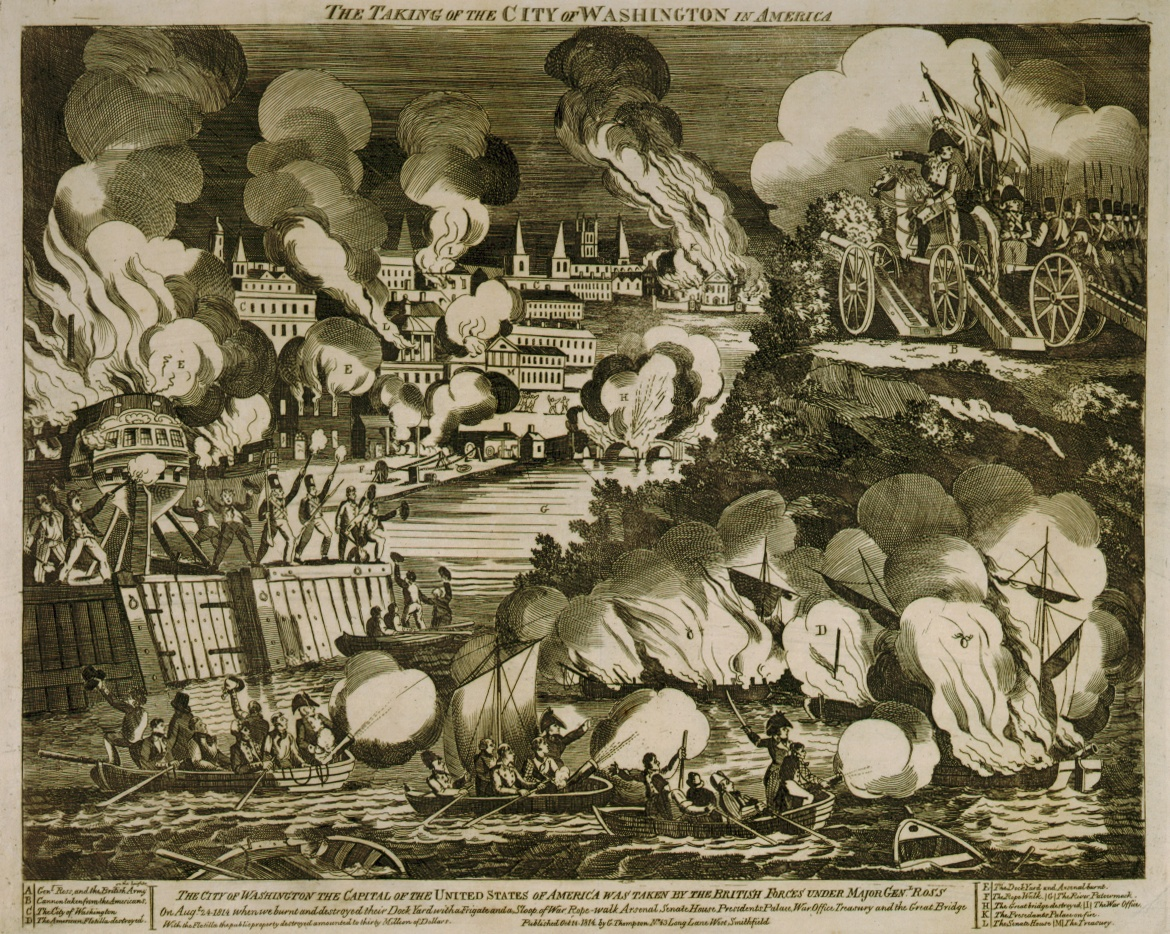
Toma de Washington, 1814

Ramsay arribó a Inglaterra el 24 de marzo de 1811. Fue promovido a capitán de fragata el 1 de febrero de 1812. 
Probablemente en esa ocasión el príncipe Augusto de Hannover, duque de Sussex y Gran Maestre de la Orden del Baño, le hizo entrega de la espada que portaría. El duque, de carácter independiente, mantenía una difícil relación con la familia real. Era Gran Maestre de la Gran Logia de Londres y cuando a instancias de la Corona esta se unificó en 1813 con la Logia de los modernos, al convertirse su hermano en regente de Inglaterra, Augusto se convirtió en el primer Gran Maestre de la Gran Logia Unida de Inglaterra. Esto para algunos es indicador de que Ramsay era miembro de esa logia masónica. Se debiera la entrega del sable a eso o a la propia ceremonia, es muy probable que Ramsay lo fuera, en consideración a lo habitual que era en esa época la pertenencia masónica. Por otra parte, las ideas políticas liberales de Ramsay eran congruentes con esa filiación.
Las relaciones de Gran Bretaña y Estados Unidos se habían deteriorado nuevamente a raíz del bloqueo dispuesto por la primera a raíz de su guerra con Francia, y el 18 de junio estalló finalmente la guerra. El 4 de diciembre de 1812 Ramsay recibió el mando del navío de transporte de tropas Regulus con la misión de movilizar fuerzas destinadas a la Estación Naval de América del Norte.
En abril de 1814 zarpó nuevamente de Spithead, Portsmouth, transportando tropas destinadas a la ofensiva en Maryland, arribando en junio de ese año.
En agosto de 1814 participó de la Campaña de Chesapeake, en el curso de la cual la fuerza naval británica al mando del Almirante George Cockburn avanzó por el río Patuxent como apoyo al avance de las fuerzas terrestres al mando del general Robert Ross sobre Washington. El 20 de agosto la flota británica atacó a la flotilla norteamericana al mando del Comodoro Joshua Barney dividida en tres divisiones, la tercera de ellas al mando del Capitán Roberto Ramsay. La pequeña flotilla republicana fue completamente destruida lo que liberó el paso al ejército británico que cuatro días después vencía a las milicias norteamericanas en la Batalla de Bladensburg y ocupaba Washington sin oposición.

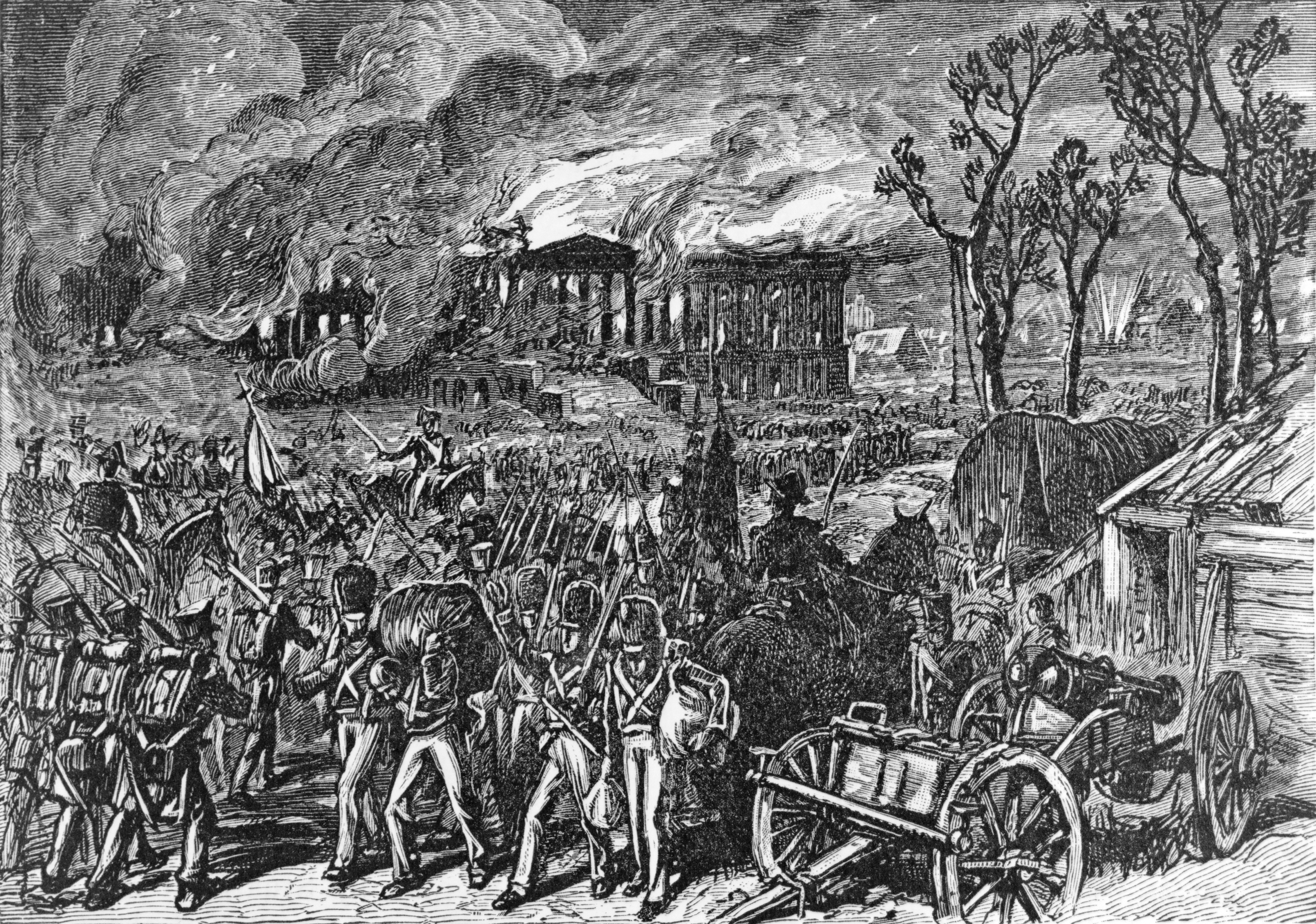
Incendio de Washington, 1814

Al término de la campaña Cockburn dirigió su flota al sur operando sobre la costa de Georgia hasta ocupar en enero de 1815 la Isla Cumberland en el límite sur de ese estado, contigua a Florida. Los británicos hicieron saber que los esclavos que se acercaran a sus campamentos serían liberados y tras la guerra reubicados en sus colonias. Alrededor de 1500 esclavos huyeron y se unieron al escuadrón en Cumberland.
No obstante, en los términos del Tratado de Ghent del 24 de diciembre de 1814, se acordó que se devolverían a los propietarios aquellos esclavos que se hubieran refugiado en el campamento de los británicos o en sus buques después de la ratificación del tratado. En consecuencia se impartieron instrucciones para entregar numerosos esclavos que habían hallado amparo y la promesa de la libertad en los navíos de la flota de Cockburn. Los mandos inferiores en muchos casos procuraron por todos los medios resistir o burlar la ejecución de esas órdenes, destacando el capitán Robert Ramsay y la oficialidad de la Regulus.
Finalmente los esclavos liberados fueron reubicados en su mayoría en la colonia británica de isla Trinidad.
Al finalizar los enfrentamientos, regresó a su país. Hasta el 10 de abril de 1815 había navegado en los buques de guerra Renommée, Albacore, Dromedary, Powerful, Vesuvius, Carrier, Justicia (cúter), Eurydice (presa danesa), Mistletoe y Regulus. El 4 de junio de 1815, el príncipe regente le confería la Orden Militar del Baño, y el 13 de junio de ese año fue ascendido a capitán de navío.

### Guerra del Brasil
En mayo de 1824 fue elegido gobernador de Buenos Aires Juan Gregorio Las Heras y Bernardino Rivadavia dejó el ministerio de gobierno y relaciones exteriores y partió hacia Londres, con una autorización de la Legislatura para gestionar la explotación de minas. Allí conoció a Ramsay quien le llamó la atención por su experiencia de guerra y su conocimiento y entusiasmo por el país. 
En abril de 1825 la llamada expedición de los Treinta y Tres Orientales desembarcó en la Banda Oriental, ocupada por Brasil y rápidamente consiguieron liberar buena parte del territorio. En el Congreso de la Florida solicitaron su reincorporación a las Provincias Unidas del Río de la Plata lo que fue aceptado por el Congreso Nacional el 25 de octubre de 1825, ante lo cual el emperador declaró la guerra a la Argentina.
La guerra del Brasil convenció a los miembros del Congreso General reunido desde diciembre de 1824 en Buenos Aires, de la conveniencia de formar un ejecutivo nacional. Aún sin una constitución que diera fundamento y alcance al cargo, el 6 de febrero de 1826 se sancionó la ley de presidencia creando un poder ejecutivo nacional con el título de "Presidente de las Provincias Unidas del Río de la Plata" y Rivadavia fue elegido para el cargo.
Cuando alertado de la situación por sus partidarios en octubre de 1825 Rivadavia volvía a Buenos Aires, Ramsay lo acompañó. Ya en Buenos Aires, el 27 de octubre Ramsay elevó un memorándum aconsejando las medidas a adoptar de cara al conflicto. Partiendo de la clara superioridad imperial, aconsejaba formar rápidamente una flotilla de cañoneras dotadas de cañones largos de buen calibre y tripulaciones bien entrenadas en maniobras y en el servicio de la artillería de manera de aprovechar el escaso calado de las aguas cercanas a la ciudad. Asimismo recomendaba la adquisición de dos fragatas, una ligera para operar en la ribera occidental en conjunto con las goletas y pequeños bergantines de la flota y otra pesada para amenazar el tráfico entre Maldonado y Montevideo.
Rivadavia estaba convencido de que Ramsay era el hombre adecuado para conducir la nueva Armada Argentina en el conflicto que se avecinaba y subsidiariamente para crear una Escuela para la formación de oficiales navales. Pero por un lado surgieron inconvenientes al momento de cumplir con la formalidad del contrato y los términos del servicio, especialmente en lo que respecta a la autorización que el capitán británico precisaba de parte de su gobierno.
A fines de 1825 empezó a plantearse como alternativa el nombre de Guillermo Brown, antiguo y exitoso comandante de la escuadra en la lucha contra los realistas, que por esos años vivía retirado en su quinta de Barracas, lo que ganó rápido apoyo entre sus viejos camaradas. 
Alegando motivos de obligada neutralidad en la guerra que se avecinaba entre el Imperio Brasileño y la República Argentina en razón de la política sustentada por su nación, Ramsay declinó el ofrecimiento afirmando que los argentinos contaban con la persona adecuada para ejercer el cargo con honor y valentía en la persona de Guillermo Brown.
Así, el 12 de enero de 1826 Guillermo Brown fue designado Comandante en Jefe de la Armada de las Provincias Unidas con el rango de comodoro.
El respeto de Ramsay por Brown no era solo forzado por las circunstancias. El 29 de noviembre de 1826, desde el paquebot HMS Jilguero, surto frente a Buenos Aires, envió su espada a Brown, acompañándolo con los siguientes conceptos: 

Señor: aunque no tengo el honor de tratar a Ud personalmente su nombre y sus hazañas hace largo tiempo me son conocidas. Ruégole pues quiera aceptar como prueba de mi estima y admiración por su brillante conducta en defensa de este país la espada que me ha acompañado cerca de quince años haciendo votos por que goce Ud de larga vida para usar esta y otra en sostén de la causa en que ambos estamos empeñados. 
Tal es, señor, el más ardiente deseo de vuestro sincero amigo y humilde servidor.

Robert Ramsay, al General Brown, de la marina en Buenos Aires.

Sin embargo, las medidas adoptadas siguieron en general los lineamientos de Ramsay. La Comandancia General de Marina a cargo del coronel mayor José Matías Zapiola ordenó la construcción de 11 lanchas cañoneras mientras se tomaban recaudos para reparar rápidamente los pocos buques existentes y adquirir algunos navíos de mayor porte. Con ese último objetivo se envió a Ramsay a Inglaterra con la misión de conseguir las fragatas que proponía en su programa.
En 1827 la firma bancaria Hullet Bross compraba por cuenta del estado argentino la fragata inglesa de 800 t HMS Asia, renombrada Buenos Aires, y la norteamericana Chapman, denominada Congreso.
Ramsay quedó a cargo del alistamiento de los navíos, de efectuar reparaciones menores en Londres, y de obtener y montar la artillería 
así como asegurar la dotación de oficiales y los 650 tripulantes necesarios para ambos buques. El 1 de marzo izaron el pabellón nacional y para el 14 de marzo la Buenos Aires estaba prácticamente lista para zarpar.
En previsión de un posible embargo británico en razón de su neutralidad las naves fueron llevadas a Vlissingen, en los Países Bajos para completar su alistamiento. 

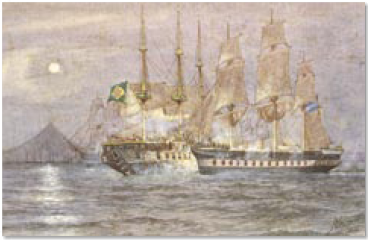
Abordaje de la Emperatriz.

Ramsay hizo volver a la Congreso a Londres disfrazada de mercante para nuevas reparaciones finalizadas el 13 de diciembre. No obstante, dado que Ramsay no recibía órdenes del gobierno, el 1 de enero de 1828 se vio forzado a dar de baja a los pocos oficiales y tripulantes que aún permanecían alistados. En marzo de 1828 propuso vender la fragata para financiar el alistamiento de la Congreso, pero tampoco tuvo respuesta. Finalmente el 29 de junio de 1828 Ramsay recibió orden de poner las naves a disposición de la casa financiera Baring Brothers en parte de pago del ruinoso empréstito contratado por la nación.
Así, los esfuerzos de Ramsay fueron en vano y las fragatas que en 1825 manifestaba que "...bien tripuladas podrían capturar, destruir o dispersar toda la Escuadra Brasilera que se encuentra en el río...", fueron compradas y alistadas pero jamás llegaron a destino. Brown echó en falta durante toda la guerra contar un navío de esa potencia de fuego y trató de obtenerla sin éxito mediante la captura de alguno del enemigo.

### Últimos años
No hay mayores noticias de este marino, ciudadano honorario de Buenos Aires y que tantos servicios bridara a la causa republicana. El 6 de noviembre de 1850, ya a avanzada edad, fue promovido a contraalmirante. Falleció en su país natal en 1854. Su viuda, Jannett Ramsay, murió el 30 de noviembre de 1854. 
Una ordenanza de la ciudad del 27 de noviembre de 1893 dio su nombre a una calle del barrio de Belgrano, cinco cuadras muy arboladas entre la calle La Pampa y la avenida Figueroa Alcorta.